# Danziger Straße

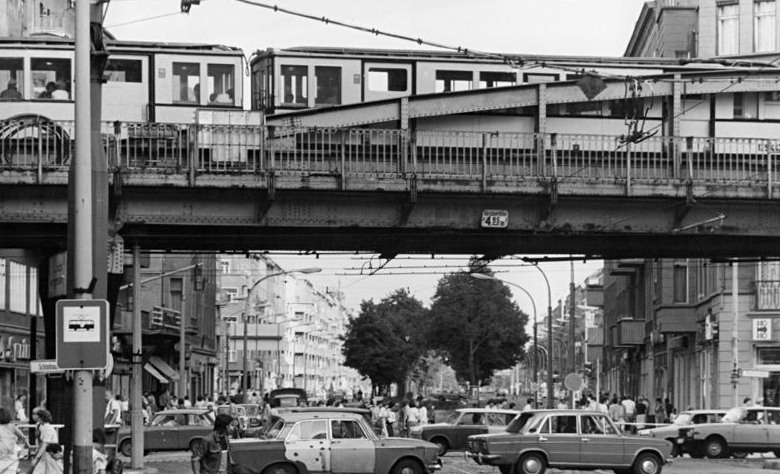
Schönhauser Allee, hoek Dimitroffstraße, 1980

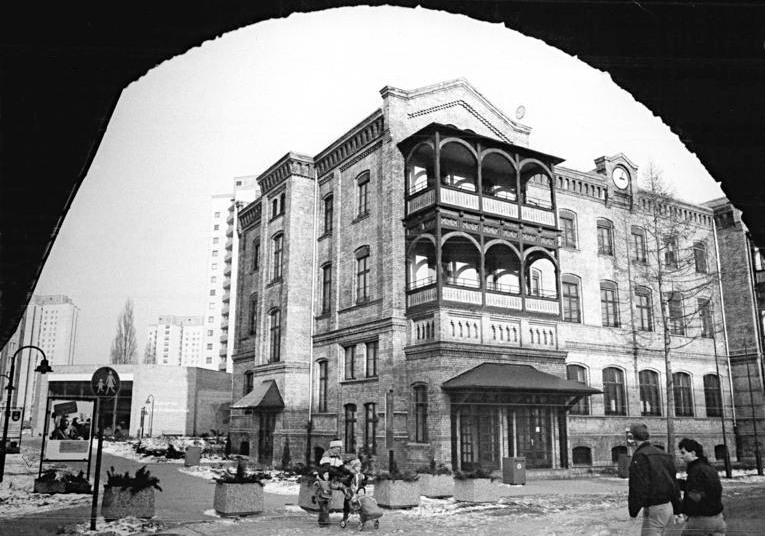
Dimitroffstraße, 1987

De Danziger Straße is een belangrijke verkeersader in het Berlijnse district Pankow. Ze ligt in het stadsdeel Prenzlauer Berg en vormt een deel van de binnenstadsring. De Danziger Straße begint in het noorden aan de kruising met de Schönhauser Allee en eindigt in het zuiden aan het kruispunt met de Landsberger Allee.
De straat ontstond in 1822 als veldweg. Ze moest de sinds de middeleeuwen bestaande "landsstraten", de huidige grote uitvalswegen, met elkaar verbinden en heette toen Communication (verbinding). In 1874 kreeg het westelijk deel van de weg, thans het deel tussen de Schönhauser Allee en de Greifswalder Straße, de naam Danziger Straße naar de stad Danzig. Het zuidoostelijk deel dat er op volgde, tussen de Straße en de Landsberger Allee kreeg de naam Elbinger Straße naar de stad Elbing. In 1913 werd het metrostation Danziger Straße geopend.
In 1950 werd de straat van de Danziger en de Elbinger Straße Dimitroffstraße genoemd naar de Bulgaarse communistische partijleider Georgi Dimitrov. Ook het station op de Schönhauser Allee kreeg deze naam. Na de Duitse hereniging werd het metrostation "voorlopig" Eberswalder Straße genoemd, nadat de districtsraad van Pankow niet akkoord was gegaan om opnieuw de naam Danziger Straße te gebruiken.
Altonaer Straße · 
Amalienstraße · 
Bergmannstraße · 
Berliner Allee ·
Bernauer Straße · 
Bismarckstraße · 
Bornholmer Straße · 
Boxhagener Straße ·
Breite Straße ·
Brüderstraße ·
Brunnenstraße ·
Bülowstraße ·
Bundesallee ·
Danziger Straße ·
Eberswalder Straße ·
Ebertstraße ·
Fasanenstraße ·
Frankfurter Allee ·
Friedrichstraße ·
Gertraudenstraße ·
Greifswalder Straße ·
Halskestraße ·
Hardenbergstraße ·
Hauptstraße ·
Heerstraße ·
Hornstraße ·
Invalidenstraße ·
Judengasse ·
Kaiserdamm ·
Karl-Liebknecht-Straße ·
Karl-Marx-Allee ·
Karl-Marx-Straße ·
Kastanienallee ·
Klosterstraße ·
Kopenhagener Straße ·
Kopernikusstraße ·
Kurfürstendamm ·
Landsberger Allee ·
Lehrter Straße ·
Leipziger Straße ·
Majakowskiring ·
Mehringdamm ·
Mollstraße ·
Motzstraße ·
Mühlendamm · 
Oderberger Straße ·
Oranienburger Straße ·
Oranienstraße ·
Ostseestraße ·
Otto-Braun-Straße ·
Otto-Suhr-Allee ·
Potsdamer Straße ·
Prenzlauer Allee ·
Rathausstraße ·
Rheinstraße ·
Rigaer Straße ·
Rosa-Luxemburg-Straße ·
Rosenthaler Straße ·
Rykestraße ·
Samariterstraße · 
Scheidemannstraße · 
Schwedter Straße ·
Schönhauser Allee ·
Simon-Dach-Straße ·
Spandauer Straße ·
Sredzkistraße ·
Stralauer Allee ·
Straße des 17. Juni ·
Tauentzienstraße ·
Torstraße ·
Unter den Linden ·
Warschauer Straße ·
Wiesbadener Straße ·
Wilhelmstraße (Berlin-Mitte) ·
Wilhelmstraße (Berlin-Spandau)